# Festival international de films de femmes de Créteil 1986
La 8e édition du Festival international de films de femmes de Créteil se tient à la Maison des arts et de la culture à Créteil, préfecture du département du Val-de-Marne, du 14 au 23 mars 1986.

## Palmarès
- Grand Prix du Jury – Meilleur long métrage de fiction : Le contact (Przez Dotyk) de Magdalena Łazarkiewicz (téléfilm, Pologne)

- Grand Prix de la mise en scène : A Hora da Estrela de Suzana Amaral (Brésil)

- Prix PIF – Prix d’interprétation féminine : Louise Marleau dans Anne Trister de Léa Pool (Canada) et Marcelia Cartaxo dans A Hora da Estrela de Suzana Amaral (Brésil)
- Prix d’interprétation masculine : Jukka-Pekka Palo dans Flucht in den Norden de Ingemo Engstrom (Allemagne de l'Ouest, Finlande)
- Prix AFJ – Meilleur long métrage documentaire : Egy Kicsit en, egy kicsit te de Livia Gyamathy (Hongrie)
- Mention spéciale AFJ : Las Madres : the Mothers of Plaza de Mayo de Susana Munoz et Lourdes Portillo (Argentine)

- Prix du Public – Meilleur long métrage de fiction : Anne Trister de Léa Pool (Canada)

- Prix du Public – Meilleur long métrage documentaire : Las Madres : the Mothers of Plaza de Mayo de Susana Munoz et Lourdes Portillo (Argentine)
- Prix du Public – Meilleur court métrage étranger : A little Victory de Geneviève Robert (États-Unis)
- Prix du Public – Meilleur court métrage français (ex-aequo) : 14 juillet 39 d’Irène Ténèze (France) et L’Index de Marie-Hélène Quinton (France)